# Набу
Набу е планета от вселената на Междузвездни войни, която присъства в първите три епизода на поредицата – Невидима заплаха, Клонираните атакуват и Отмъщението на ситите, и е спомената в Завръщането на джедаите. Набу е малка, подобна на Земята планета, чиято повърхност е почти изцяло заета (85%) от вода. Има едно слънце и три луни – Охма Д'ун, Рори и Тасия. Изобилства от най-различни форми на живот, обитаващи големите ѝ морета, реки, блата, гори и езера. Населението ѝ е около 600 000 000 души, предимно хора и гунганци. Част от тях (предимно гунганците) живеят в колонии под водата. Набу е родното място на принцеса Амидала, Джар-Джар Бинкс и император Палпатин. В Невидима заплаха тук се води битката с Търговската федерация.
Набу е свободна монархия, първоначално участваща в състава на Републиката, по-късно превърнала се в Империя. Влиза и в състава на Новата Република след края на Империята.